# Susann Beucke

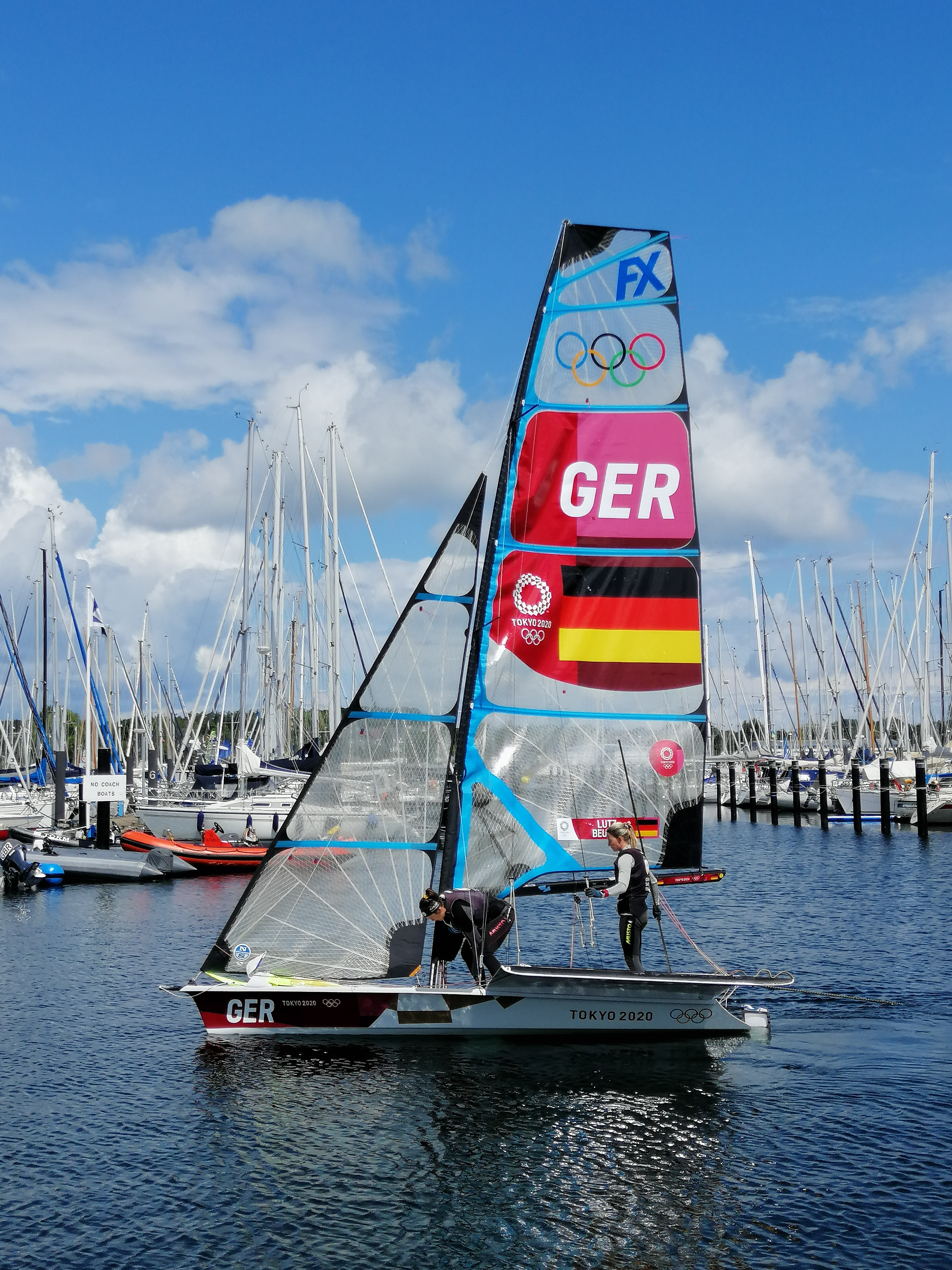
49er FX des Olympiateams Susann Beucke und Tina Lutz, Kieler Woche 2022

Susann „Sanni“ Beucke (* 11. Juni 1991 in Kiel) ist eine deutsche Seglerin.

## Leben
Im März 2007 begann Beucke, mit Tina Lutz zusammen zu segeln. 2017 wurde sie als Vorschoterin im 49erFX Europameisterin. 2020 gewann sie erneut den EM-Titel. Nach zwei gescheiterten Olympiaqualifikationen für London 2012 und Rio 2016 wagten Lutz und Beucke einen dritten Anlauf. Nach einer kompletten Umorientierung des Teams und einem Trainerwechsel gelang den beiden endlich der Durchbruch. Bei den Olympischen Sommerspielen 2020 in Tokio gewann Beucke mit Lutz in der 49erFX Regatta die Silbermedaille und erhielt dafür, zusammen mit Lutz am 8. November 2021 vom Bundespräsidenten das Silberne Lorbeerblatt. Es war das beste Ergebnis für den Deutschen Segler Verband seit 21 Jahren.
Die Sportsoldatin Beucke startet für den Norddeutschen Regatta Verein. Sie beendete gemeinsam mit Tina Lutz ihre olympische Karriere bei der 128. Kieler Woche 2022.
Nach dem Ende ihrer olympischen Karriere strebte Susann Beucke eine Karriere im Hochseesegeln an. Am 21. August 2022 startete Susann Beucke von Nantes aus zu ihrer ersten Einhandregatta, der Solitaire du Figaro. Am 8. September 2022 beendet sie erfolgreich ihre erste Einhandregatta in Saint-Nazaire.
Beucke nahm am The Ocean Race 2023 in der IMOCA-Class teil. Sie war Crewmitglied bei Team Holcim – PRB. Das Boot gewann sowohl die erste als auch die zweite Etappe.
Beucke strebt die Teilnahme an der Vendée Globe 2028 an.

## Erfolge (Auswahl)
- 2017: 1. Platz Europameisterschaft[11]
- 2018: 6. Platz World Cup Miami
- 2018: 2. Platz Kieler Woche
- 2019: 5. Platz Weltmeisterschaft
- 2019: 5. Platz Kieler Woche
- 2020: 1. Platz Europameisterschaft[12]
- 2020: 1. Platz Kieler Woche
- 2020: 9. Platz Weltmeisterschaft
- 2021: 2. Platz Olympische Sommerspiele 2020

## Publikationen
- Mit Nele Justus und Christian Krug: Gegen den Wind: Mein Traum von den Weltmeeren. Droemer Knaur, 2024, ISBN 978-3-426-44772-7 (304 S.).